# Chékou Koré Lawel
Chékou Koré Lawel (* 12. Oktober 1957 in Bilma; auch Chékou Koré Lawal) ist ein nigrischer General.

## Leben
Nach dem Schulbesuch am Lycée National de Niamey studierte Chékou Koré Lawel an der Fakultät für Wirtschafts- und Rechtswissenschaften der Universität Niamey. Er schloss das Studium mit einer Licence en droit ab. Lawel trat 1978 in den Dienst der als Teil der Streitkräfte Nigers organisierten Gendarmerie. Er setzte kurz darauf seine Ausbildung an einer Militärschule in Bouaké in der Elfenbeinküste fort, die er 1981 abschloss. In diesem Jahr wurde er zum Unterleutnant ernannt. Es folgte ein Diplom der Offiziersschule der französischen Gendarmerie nationale in Melun.
Lawel wurde ab 1982 als Gruppenkommandant der nigrischen Gendarmerie an verschiedenen Orten eingesetzt, so in Diffa, Dosso, Maradi und Agadez. Bezüglich seiner Dienstgrade war er ab 1984 Leutnant, ab 1989 Hauptmann und ab 1992 Chef d’escadron (Major). 1992 wurde er Gendarmerie-Legionskommandant in Zinder und 1995 Gendarmerie-Legionskommandant in der Hauptstadt Niamey.
Unter dem Regime des Rats des nationalen Wohls im Jahr 1996 erhielt Chékou Koré Lawel die Posten des Direktors für Gendarmerie und Militärjustiz im Verteidigungsministerium sowie des Hochkommissars für die Wiederherstellung des Friedens im Ministerrang. Auch nach der Auflösung des Rats des nationalen Wohls blieb dessen Vorsitzender Ibrahim Baré Maïnassara als Staatspräsident an der Macht. Lawel kam 1997 in der Zivilverwaltung als Präfekt des Departements Tillabéri zum Einsatz. Im darauffolgenden Jahr wurde er stellvertretender Oberkommandant der Gendarmerie und zum Oberstleutnant befördert.
Präsident Ibrahim Baré Maïnassara kam im April 1999 bei einem Militärputsch ums Leben. Daraufhin übernahm bis Dezember 1999 eine Militärjunta, der Rat der nationalen Versöhnung unter dem Vorsitz von Daouda Malam Wanké, die Macht. Chékou Koré Lawel war einer von 14 Offizieren, aus denen sich die Junta zusammensetzte. Er übernahm als neuer Oberkommandant die Leitung der Gendarmerie. Dieses Amt behielt er auch nach der Rückkehr zu einer demokratisch gewählten Regierung bis ins Jahr 2002.
Lawel verfolgte weiter seine Hochschulausbildung. Er machte einen Master in Privatrecht an der Universität Niamey und einen Master in Internationalen Beziehungen mit Spezialisierung auf Sicherheit und Verteidigung an der Universität Panthéon-Assas. Er besuchte das Collège interarmées de Défense in Paris, wobei er 2009 mit seiner Abschlussarbeit über die Tuareg-Rebellionen in Niger einen Preis des Pariser Verlagshauses L’Harmattan gewann.
Der seit 1999 amtierende Staatspräsident Mamadou Tandja wurde 2010 bei einem Militärputsch unter der Führung von Salou Djibo abgesetzt, nachdem er versucht hatte, eine ursprünglich in der Verfassung nicht vorgesehene dritte Amtszeit zu erlangen. Der Oberste Rat für die Wiederherstellung der Demokratie, eine Militärjunta unter dem Vorsitz von Salou Djibo, beherrschte Niger in einer Übergangszeit bis 2011. Chékou Koré Lawel war in dieser Zeit als  Präsident der neuen Hohen Behörde für nationale Versöhnung und Festigung der Demokratie tätig.
Der 2011 gewählte Staatspräsident Mahamadou Issoufou bestimmte Lawel zum Leiter der Nachrichtendienste Nigers und ernannte ihn 2012 vom Oberst zum General der Gendarmerie. Lawel war 2013 gemeinsam mit dem Unterhändler Mohamed Akotey aktiv an der Befreiung von vier französischen Geiseln in Nord-Mali beteiligt, die drei Jahre zuvor in Arlit entführt worden waren. Die nigrischen Nachrichtendienste wurden unter seiner Ägide umgebaut, um besser für Bedrohungen aus dem Ausland wie al-Qaida im Maghreb, al-Mourabitoun und Boko Haram gewappnet zu sein. 2014 veröffentlichte Lawel eine Dissertation an der Universität Paris Descartes, erneut zum Thema Tuareg-Rebellionen in Niger. Er wurde 2021 erneut zum Oberkommandanten der Gendarmerie. Im Jahr 2023 wurde er stattdessen zum direkt dem Staatspräsidenten Mohamed Bazoum beigeordneten Generalinspektor der Armeen und Gendarmerie ernannt.

## Schriften
- La rébellion touareg au Niger. Raisons de persistance et tentatives de solution. L’Harmattan, Paris 2010, ISBN 978-2-296-13833-9.
- Rébellion touareg au Niger. Approche juridique et politique. Thèse de doctorate. Université Paris Descartes, Paris 2014 (tel.archives-ouvertes.fr [PDF]).

## Ehrungen
- Großkreuz des Nationalordens Nigers[12]
- Ritterkreuz des Verdienstordens Nigers[1]